# کانا (سرزمین آلتای)
کانا (به لاتین: Kanna) یک منطقهٔ مسکونی در روسیه است که در سرزمین آلتای واقع شده‌است.